# 改井秀雄
改井 秀雄（かい ひでお、1919年（大正8年）7月10日 - 1983年（昭和58年）3月31日）は、昭和期の地方公務員、労働運動家、政治家。1971年から1983年まで富山県富山市長（4期）を務めた。

## 来歴
富山県出身。1943年（昭和18年）拓殖大学商学部卒業後、富山県庁に入庁し、同県職組委員長、全日本自治団体労働組合富山県本部委員長などを歴任。富山県議会議員（日本社会党公認、1963年から2期）をへて、1969年（昭和44年）の県知事選に挑戦するも落選（当選は自民党公認で新人の中田幸吉）。
その後、1971年（昭和46年）2月に行われた富山市長選挙にて、社共統一候補として立候補し初当選。1983年（昭和58年）2月の市長選では社会党、民社党、共産党の推薦と公明党の支持を得て、自民党公認の新人を破り4選を果たす。
しかし、4選直後の1983年3月31日、急性肝不全により石川県金沢市の金沢大付属病院で死去。63歳。